# David Gray (piłkarz)
David Peter Gray (ur. 4 maja 1988 w Edynburgu) – szkocki piłkarz, gracz Hibernianu.

## Kariera klubowa
Swoją karierę zaczynał w zespołach juniorskich Heart of Midlothian i Manchesteru United. Do pierwszego składu tej drugiej drużyny włączony został w roku 2005. Zadebiutował w niej w następnym sezonie, w październikowym spotkaniu Pucharu Ligi z Crewe Alexandra. Następnie został wypożyczony do Royal Antwerp, gdzie rozegrał jedno spotkanie. Pod koniec 2007 roku grał również na wypożyczeniu, w Crewe Alexandra. W rundzie wiosennej sezonu 2008/2009 przebywał w Plymouth Argyle, gdzie zagrał w 14 meczach. Po zakończeniu sezonu powrócił do Manchesteru. 19 września Gray ponownie trafił do Plymouth na zasadzie wypożyczenia, gdzie występował do 1 stycznia 2010.
16 lipca 2010 podpisał dwuletni kontrakt z Preston North End. Następnie występował w zespołach Stevenage, Burton Albion oraz Hibernian.

## Kariera reprezentacyjna
W latach 2008–2009 rozegrał dwa mecze w reprezentacji Szkocji do lat 21.